# Campeonato Brasileño de Fútbol 1994
El Campeonato Brasileño de Serie A 1994 fue la  39.ª edición del Campeonato Brasileño de Serie A. El torneo se extendió desde el 13 de agosto de 1994 hasta el 18 de diciembre del corriente año. El club Palmeiras de São Paulo ganó el campeonato, el segundo consecutivo y su octavo a nivel nacional.
El encuentro final, entre Palmeiras y Corinthians, fue la quinta definición del torneo brasileño entre dos equipos paulistas, repitiendo finales de 1978, 1986, 1990 y 1991.
De vuelta al sistema de ascenso y descenso con la Série B, los dos últimos colocados el Remo de Belém y el Náutico de Recife perdieron la categoría y serán reemplazados por el campeón y subcampeón de la Série B 1994, el Juventude/RS y el Goiás.

## Formato de disputa
Primera Fase: Los 24 clubes son divididos en 4 grupos de 6 equipos, con juegos dentro de cada grupo, en dos turnos. Clasifican los 4 primeros de cada grupo a segunda fase, los vencedores de los cuatro grupos comienzan la Segunda Fase con un punto extra; los dos últimos colocados de cada grupo disputan el repechaje.
Segunda Fase: Los 16 clubes clasificados son organizados en 2 grupos de 8 equipos (E y F). En la primera etapa (7 fechas), los juegos son con los rivales de grupo, en la segunda etapa (8 fechas), los clubes del grupo E enfrentan a los clubes del grupo F. Clasifican para las finales el vencedor de cada etapa.
Repechaje: Los 8 clubes juegan todos contra todos, en juegos de ida y vuelta, los dos primeros clasifican a cuartos de final, los dos últimos descienden.
Fase Final: Cuartos de final, Semifinales y Final, con juegos de ida y vuelta, con la ventaja en caso de empate en puntos para el club con mejor campaña.

## Primera fase
|  | Clasificado a Segunda fase y a Cuartos de final. |
|  | Clasificado a Segunda fase.                      |
|  | Relegado al Repechaje.                           |

### Grupo A
| Pos | Equipo       | Pts | PJ | PG | PE | PP | GF | GC | Dif |
| --- | ------------ | --- | -- | -- | -- | -- | -- | -- | --- |
| 1   | Corinthians  | 13  | 10 | 5  | 3  | 2  | 18 | 14 | +4  |
| 2   | Flamengo     | 12  | 10 | 4  | 4  | 2  | 16 | 11 | +5  |
| 3   | Grêmio       | 12  | 10 | 4  | 4  | 2  | 12 | 9  | +3  |
| 4   | Sport Recife | 10  | 10 | 3  | 4  | 3  | 11 | 16 | -5  |
| 5   | Criciúma     | 9   | 10 | 2  | 5  | 3  | 14 | 11 | +3  |
| 6   | Bragantino   | 4   | 10 | 1  | 2  | 7  | 8  | 18 | -10 |

### Grupo B
| Pos | Equipo           | Pts | PJ | PG | PE | PP | GF | GC | Dif |
| --- | ---------------- | --- | -- | -- | -- | -- | -- | -- | --- |
| 1   | Botafogo         | 12  | 10 | 5  | 2  | 3  | 16 | 12 | +4  |
| 2   | Paysandu         | 12  | 10 | 5  | 2  | 3  | 14 | 13 | +1  |
| 3   | São Paulo        | 11  | 10 | 3  | 5  | 2  | 11 | 10 | +1  |
| 4   | Portuguesa       | 10  | 10 | 2  | 6  | 2  | 4  | 4  | 0   |
| 5   | Atlético Mineiro | 8   | 10 | 2  | 4  | 4  | 8  | 10 | -2  |
| 6   | Vitória          | 7   | 10 | 1  | 5  | 4  | 9  | 13 | -4  |

### Grupo C
| Pos | Equipo              | Pts | PJ | PG | PE | PP | GF | GC | Dif |
| --- | ------------------- | --- | -- | -- | -- | -- | -- | -- | --- |
| 1   | Guarani de Campinas | 15  | 10 | 7  | 1  | 2  | 17 | 7  | +10 |
| 2   | Santos              | 14  | 10 | 6  | 2  | 2  | 16 | 8  | +8  |
| 3   | Vasco da Gama       | 11  | 10 | 4  | 3  | 3  | 12 | 9  | +3  |
| 4   | Bahia               | 11  | 10 | 4  | 3  | 3  | 11 | 13 | -2  |
| 5   | Remo                | 5   | 10 | 2  | 1  | 7  | 5  | 15 | -10 |
| 6   | Cruzeiro            | 4   | 10 | 1  | 2  | 7  | 7  | 16 | -9  |

### Grupo D
| Pos | Equipo         | Pts | PJ | PG | PE | PP | GF | GC | Dif |
| --- | -------------- | --- | -- | -- | -- | -- | -- | -- | --- |
| 1   | Palmeiras      | 19  | 10 | 9  | 1  | 0  | 26 | 7  | +19 |
| 2   | Fluminense     | 10  | 10 | 4  | 2  | 4  | 14 | 15 | -1  |
| 3   | Paraná Clube   | 9   | 10 | 3  | 3  | 4  | 15 | 18 | -3  |
| 4   | Internacional  | 8   | 10 | 3  | 2  | 5  | 14 | 13 | +1  |
| 5   | União São João | 8   | 10 | 3  | 2  | 5  | 10 | 14 | -4  |
| 6   | Náutico Recife | 6   | 10 | 1  | 4  | 5  | 7  | 19 | -12 |

## Segunda fase
- Tabla acumulada de la segunda fase, Guarani de Campinas, Botafogo, Palmeiras y Corinthians clasifican a cuartos de final como vencedores de etapa, São Paulo y Bahia avanzan como los mejores de la tabla acumulada no clasificados anteriormente.
| Pos | Equipo              | Pts | PJ | PG | PE | PP | GF | GC | Dif |
| --- | ------------------- | --- | -- | -- | -- | -- | -- | -- | --- |
| 1   | Guarani de Campinas | 24  | 15 | 9  | 5  | 1  | 22 | 11 | +11 |
| 2   | São Paulo           | 19  | 15 | 8  | 3  | 4  | 28 | 21 | +7  |
| 3   | Botafogo            | 19  | 15 | 7  | 4  | 4  | 20 | 17 | +3  |
| 4   | Bahia               | 18  | 15 | 5  | 8  | 2  | 19 | 14 | +5  |
| 5   | Santos              | 17  | 15 | 7  | 3  | 5  | 20 | 14 | +6  |
| 6   | Palmeiras           | 17  | 15 | 6  | 4  | 5  | 19 | 17 | +2  |
| 7   | Portuguesa          | 16  | 15 | 7  | 2  | 6  | 22 | 26 | +6  |
| 8   | Corinthians         | 16  | 15 | 6  | 3  | 6  | 19 | 22 | -3  |
| 9   | Sport Recife        | 14  | 15 | 5  | 4  | 6  | 20 | 18 | +2  |
| 10  | Internacional       | 14  | 15 | 4  | 6  | 5  | 13 | 15 | -2  |
| 11  | Vasco da Gama       | 13  | 15 | 4  | 5  | 6  | 11 | 16 | -5  |
| 12  | Grêmio              | 12  | 15 | 5  | 2  | 8  | 15 | 21 | -6  |
| 13  | Fluminense          | 12  | 15 | 4  | 4  | 7  | 21 | 25 | -4  |
| 14  | Parana Clube        | 12  | 15 | 3  | 6  | 6  | 14 | 17 | -3  |
| 15  | Flamengo            | 11  | 15 | 3  | 5  | 7  | 8  | 16 | -8  |
| 16  | Paysandu            | 10  | 15 | 3  | 4  | 8  | 8  | 19 | -11 |

## Repechaje
- Bragantino y Atlético Mineiro clasifican a cuartos de final al ocupar el primer y segundo lugar del grupo de Repechaje.
| Pos | Equipo           | Pts | PJ | PG | PE | PP | GF | GC | Dif |
| --- | ---------------- | --- | -- | -- | -- | -- | -- | -- | --- |
| 1   | Bragantino       | 19  | 14 | 7  | 5  | 2  | 20 | 10 | +10 |
| 2   | Atlético Mineiro | 18  | 14 | 7  | 4  | 3  | 22 | 13 | +9  |
| 3   | Vitória          | 15  | 14 | 6  | 3  | 5  | 16 | 15 | +1  |
| 4   | Criciúma         | 14  | 14 | 5  | 4  | 5  | 20 | 23 | -3  |
| 5   | União São João   | 13  | 14 | 4  | 5  | 5  | 16 | 18 | -2  |
| 6   | Cruzeiro         | 12  | 14 | 5  | 2  | 7  | 15 | 19 | -4  |
| 7   | Remo             | 12  | 14 | 4  | 4  | 6  | 13 | 19 | -6  |
| 8   | Náutico Recife   | 9   | 14 | 4  | 1  | 9  | 9  | 14 | -5  |

## Fase Final
|  | Cuartos de final | Cuartos de final | Cuartos de final |   |                  | Semifinales | Semifinales | Semifinales |  |             | Final | Final | Final |  |
|  |                  |                  |                  |   |                  |             |             |             |  |             |       |       |       |  |
|  |                  |                  |                  |   |                  |             |             |             |  |             |       |       |       |  |
|  | Atlético Mineiro | 2                | 1                |   |                  |             |             |             |  |             |       |       |       |  |
|  | Atlético Mineiro | 2                | 1                |   |                  |             |             |             |  |             |       |       |       |  |
|  | Botafogo         | 0                | 2                |   |                  |             |             |             |  |             |       |       |       |  |
|  | Botafogo         | 0                | 2                |   | Atlético Mineiro | 3           | 0           |             |  |             |       |       |       |  |
|  |                  |                  |                  |   | Atlético Mineiro | 3           | 0           |             |  |             |       |       |       |  |
|  |                  |                  | Corinthians      | 2 | 1                |             |             |             |  |             |       |       |       |  |
|  | Bragantino       | 1                | Corinthians      | 2 | 1                | 0           |             |             |  |             |       |       |       |  |
|  | Bragantino       | 1                |                  |   |                  |             |             |             |  |             |       |       |       |  |
|  | Corinthians      | 1                | 0                |   |                  |             |             |             |  |             |       |       |       |  |
|  | Corinthians      | 1                | 0                |   |                  |             |             |             |  | Corinthians | 1     | 1     |       |  |
|  |                  |                  |                  |   |                  |             |             |             |  | Corinthians | 1     | 1     |       |  |
|  |                  |                  | Palmeiras        | 3 | 1                |             |             |             |  |             |       |       |       |  |
|  | Bahia            | 1                | Palmeiras        | 3 | 1                | 1           |             |             |  |             |       |       |       |  |
|  | Bahia            | 1                |                  |   |                  |             |             |             |  |             |       |       |       |  |
|  | Palmeiras        | 2                | 2                |   |                  |             |             |             |  |             |       |       |       |  |
|  | Palmeiras        | 2                | 2                |   | Palmeiras        | 3           | 2           |             |  |             |       |       |       |  |
|  |                  |                  |                  |   | Palmeiras        | 3           | 2           |             |  |             |       |       |       |  |
|  |                  |                  | Guarani          | 1 | 1                |             |             |             |  |             |       |       |       |  |
|  | São Paulo        | 1                | Guarani          | 1 | 1                | 2           |             |             |  |             |       |       |       |  |
|  | São Paulo        | 1                |                  |   |                  |             |             |             |  |             |       |       |       |  |
|  | Guarani          | 0                | 4                |   |                  |             |             |             |  |             |       |       |       |  |
|  | Guarani          | 0                | 4                |   |                  |             |             |             |  |             |       |       |       |  |
|  |                  |                  |                  |   |                  |             |             |             |  |             |       |       |       |  |

### Final
| 15 de diciembre de 1994 | Corinthians | 1 - 3   | Palmeiras                     | Estadio Pacaembu, São Paulo,                                         |                                                                      |
|                         | Marques 67' | Reporte | Rivaldo 45' 63' · Edmundo 65' | Asistencia: 36,409 espectadores Árbitro(s): Antônio Pereira da Silva | Asistencia: 36,409 espectadores Árbitro(s): Antônio Pereira da Silva |

| 18 de diciembre de 1994 | Palmeiras       | 2 - 1   | Corinthians | Estadio Pacaembu, São Paulo,          |                                       |
|                         | Rivaldo 81' 87' | Reporte | Marques 3'  | Árbitro(s): Márcio Rezende de Freitas | Árbitro(s): Márcio Rezende de Freitas |

- Palmeiras campeón del torneo clasifica a Copa Libertadores 1995.

- Grêmio clasifica a Copa Libertadores 1995 por ser campeón de la Copa de Brasil de 1994.

|                                 |
| Bandera del estado de São Paulo |
| Campeón Palmeiras 8.º título    |

## Posiciones finales
- Dos puntos por victoria y uno por empate.
| Pos | Equipo              | Pts | PJ | PG | PE | PP | GF | GC | Dif |
| --- | ------------------- | --- | -- | -- | -- | -- | -- | -- | --- |
| 1   | Palmeiras           | 46  | 31 | 20 | 6  | 5  | 58 | 30 | +28 |
| 2   | Corinthians         | 33  | 31 | 12 | 9  | 10 | 43 | 44 | -1  |
| 3   | Guarani de Campinas | 40  | 29 | 17 | 6  | 6  | 45 | 26 | +19 |
| 4   | Atlético Mineiro    | 30  | 28 | 11 | 8  | 9  | 36 | 28 | +8  |
| 5   | Botafogo            | 32  | 27 | 13 | 6  | 8  | 38 | 32 | +6  |
| 6   | São Paulo           | 32  | 27 | 12 | 8  | 7  | 42 | 35 | +7  |
| 7   | Bahia               | 29  | 27 | 9  | 11 | 7  | 32 | 31 | +1  |
| 8   | Bragantino          | 25  | 26 | 8  | 9  | 9  | 29 | 29 | 0   |
| 9   | Santos              | 31  | 25 | 13 | 5  | 7  | 36 | 22 | +14 |
| 10  | Portuguesa          | 26  | 25 | 9  | 8  | 8  | 26 | 20 | +6  |
| 11  | Grêmio              | 24  | 25 | 9  | 6  | 10 | 27 | 30 | -3  |
| 12  | Vasco da Gama       | 24  | 25 | 8  | 8  | 9  | 23 | 25 | -2  |
| 13  | Sport Recife        | 24  | 25 | 8  | 8  | 9  | 31 | 34 | -3  |
| 14  | Flamengo            | 23  | 25 | 7  | 9  | 9  | 24 | 27 | -3  |
| 15  | Fluminense          | 22  | 25 | 8  | 6  | 11 | 35 | 40 | -5  |
| 16  | Paysandu            | 22  | 25 | 8  | 6  | 11 | 22 | 32 | -10 |
| 17  | Internacional       | 22  | 25 | 7  | 8  | 10 | 27 | 28 | -1  |
| 18  | Paraná Clube        | 21  | 25 | 6  | 9  | 10 | 29 | 35 | -6  |
| 19  | Vitória             | 22  | 24 | 7  | 8  | 9  | 25 | 28 | -3  |
| 20  | Criciúma            | 23  | 24 | 7  | 9  | 8  | 34 | 34 | 0   |
| 21  | União São João      | 21  | 24 | 7  | 7  | 10 | 26 | 32 | -6  |
| 22  | Cruzeiro            | 16  | 24 | 6  | 4  | 14 | 22 | 35 | -13 |
| 23  | Remo                | 17  | 24 | 6  | 5  | 13 | 18 | 34 | -16 |
| 24  | Náutico Recife      | 15  | 24 | 5  | 5  | 14 | 16 | 33 | -17 |

## Goleadores
| Pos. | Jugador         | Club                | Goles |
| ---- | --------------- | ------------------- | ----- |
| 1    | Márcio Amoroso  | Guarani de Campinas | 19    |
| 1    | Túlio Maravilha | Botafogo            | 19    |
| 3    | Evair           | Palmeiras           | 14    |
| 3    | Ézio            | Fluminense          | 14    |
| 3    | Rivaldo         | Palmeiras           | 14    |
| 6    | Reinaldo        | Atlético Mineiro    | 13    |
| 7    | Aílton          | Sao Paulo           | 11    |
| 7    | Betinho         | Criciuma            | 11    |
| 9    | Alex            | Náutico             | 9     |
| 9    | Edmundo         | Palmeiras           | 9     |
| 9    | Luizão          | Guarani             | 9     |
| 9    | Marcelo Ramos   | Bahía               | 9     |
| 9    | Sávio           | Flamengo            | 9     |